# Congres van Aken

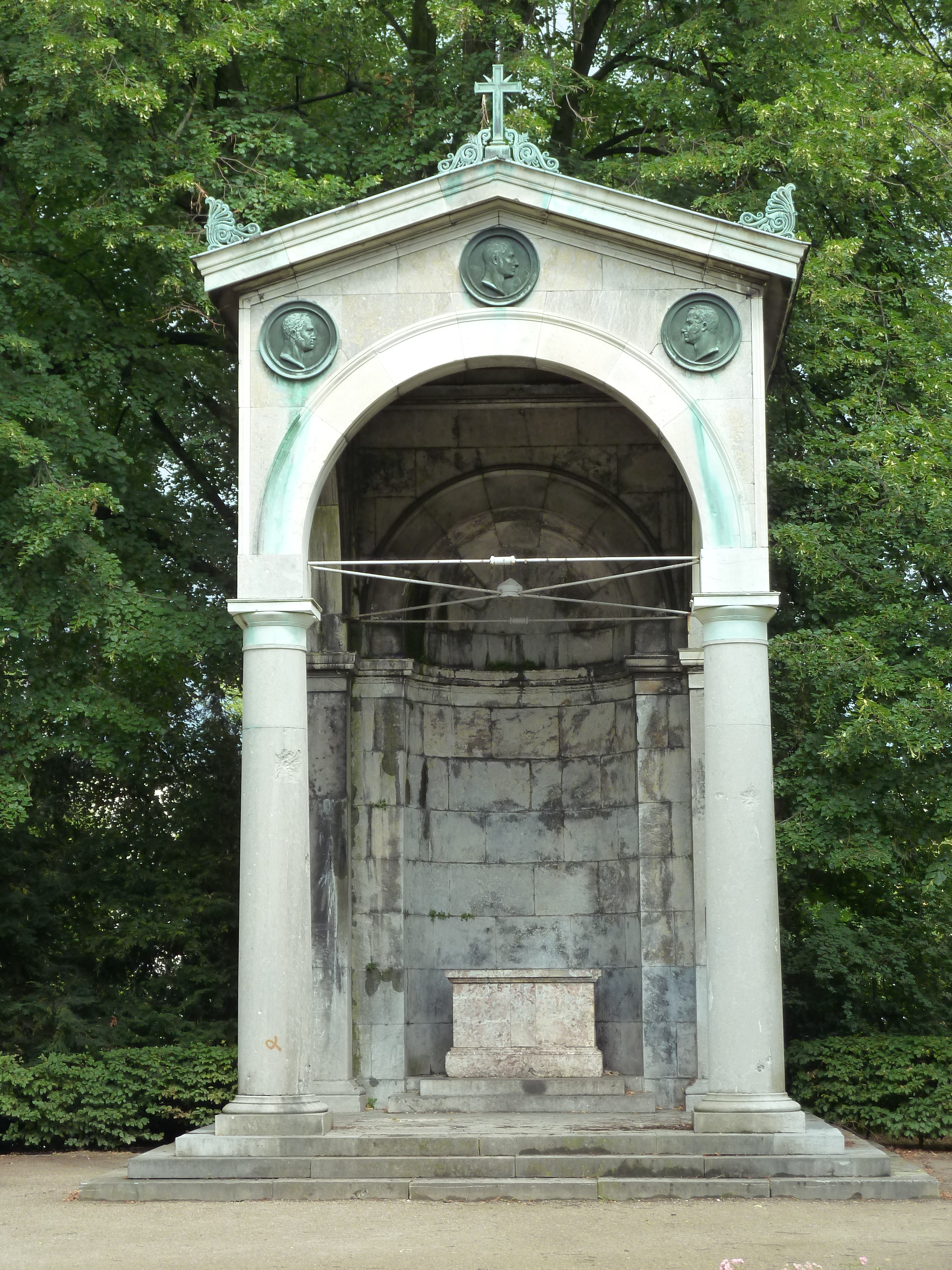
Kongressdenkmal in Aken, gedenkteken uit 1844 aan het Congres van Aken

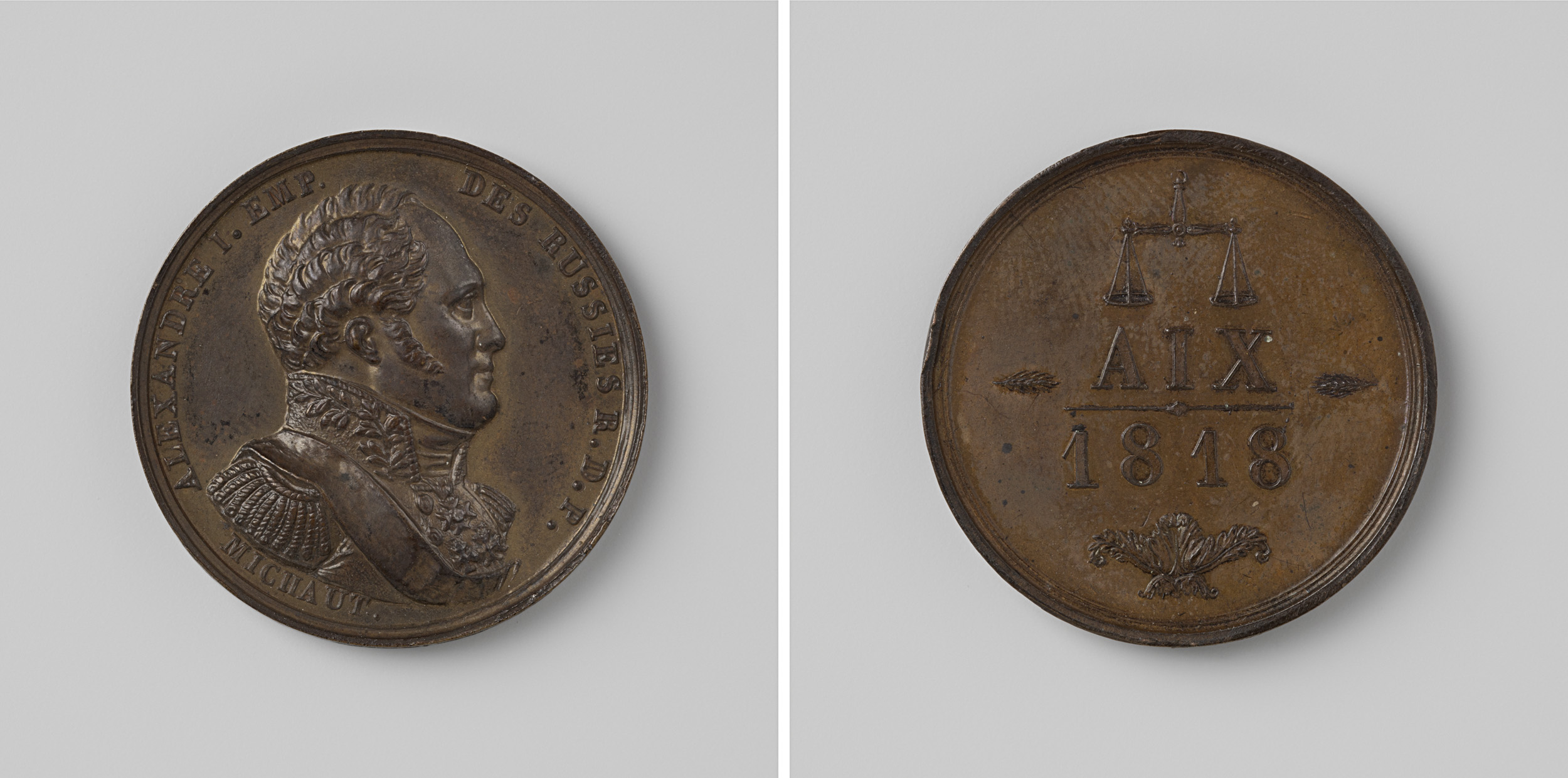
Herdenkingsmunt uit 1818 van tsaar Alexander I van Rusland

Het Congres van Aken werd gehouden in de herfst van 1818 en was voornamelijk een bijeenkomst van de Zesde Coalitie om te beslissen over het vraagstuk van de terugtrekking van het geallieerde bezettingsleger uit Frankrijk en de toekomstige verhoudingen tussen de grootmachten (onderling). Eerder waren er congressen in Aken geweest in 1668 en 1748.

## Deelnemers
Het congres kwam samen in Aken op 1 oktober 1818. Het werd in persoon bijgewoond door tsaar Alexander I van Rusland, keizer Frans I van Oostenrijk en koning Frederik Willem III van Pruisen. Groot-Brittannië werd vertegenwoordigd door Castlereagh en Wellington, Oostenrijk door Metternich en Rusland door Capo d'Istria en Nesselrode. Hardenberg was de diplomatieke vertegenwoordiger van Pruisen, samen met graaf Bernstorff. Namens Frankrijk mocht Richelieu het congres bijwonen. Tezamen vormden zij de bekende club die ook tijdens het Congres van Wenen bij elkaar waren gekomen.

## Een verdrag tot terugtrekking
Over de terugtrekking van de geallieerde bezettingslegers uit Frankrijk was iedereen het bij aanvang van het congres eens, waardoor dit verdrag al snel (9 oktober) kon worden ondertekend. De rest van het congres werd gesproken over de toekomstige vorm van de Europese alliantie en eventuele militaire maatregelen die moesten worden genomen tegen nieuwe agresse van de kant van Frankrijk. Het voorstel van tsaar Alexander I om een universele unie van garantie op te stellen op basis van de Heilige Alliantie werd niet gehaald door tegenstand van Groot-Brittannië. Uiteindelijk werd op 15 november de handtekening gezet onder een document waarin (in een geheim protocol) de Zesde Coalitie werd bevestigd en vernieuwd en waarin, in een publiek gedeelte, de grootmachten hun intentie toonden om de unie in stand te houden, gesterkt door de banden van de Christelijke broederschap, met als doel vrede op basis van respect voor de gesloten verdragen.

## Diverse resoluties
Naast deze algemene overeenkomst hield het congres zich ook bezig met een aantal onderwerpen die in de laatste dagen van het Congres van Wenen waren blijven liggen, of die na die tijd de kop op hadden gestoken. Belangrijkste hiervan was de vraag hoe om te gaan met het bestrijden van de slavenhandel en de piraterij in de Middellandse Zee. Hierover werd echter geen overeenstemming bereikt, onder andere door de tegenstand van de andere grootmachten op het voorstel van de Britten om het recht op vervolging van Engeland op de piraten op zee en de tegenstand van Engeland op het voorstel van Rusland om een eskader van haar schepen in de Middellandse Zee te laten patrouilleren. In andere zaken werd gemakkelijker overeenstemming bereikt. Zo kreeg de koning van Zweden op voordracht van de koning van Denemarken de toestemming om het Verdrag van Kiel uit te voeren, en werd de vraag van de keurvorst van Hessen om als koning te worden erkend afgewezen. Over de opvolging van de vorst van Baden werd afgesproken hier in een later congres op terug te komen.
Verder werd nog ingegaan op de vraag hoe om te gaan met Napoleon Bonaparte, de ontevredenheid van de bevolking van Monaco over hun prins, en de positie van Joden in Oostenrijk en Pruisen.

## Europese samenwerking
Het congres zal voornamelijk de geschiedenis ingaan als het congres waarop werd geprobeerd een overeenkomst te sluiten over het regeren van Europa door een comité van de grootmachten. Tijdens het congres werd dan ook meerdere malen aangelopen tegen de obstakels die latere Europese samenwerking ook zou tegenkomen in het vormgeven van een internationaal systeem.

## Galerij van deelnemers

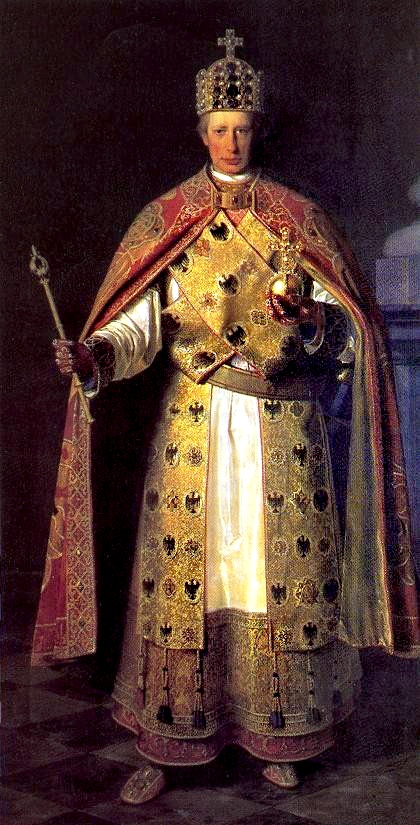
Frans I van Oostenrijk
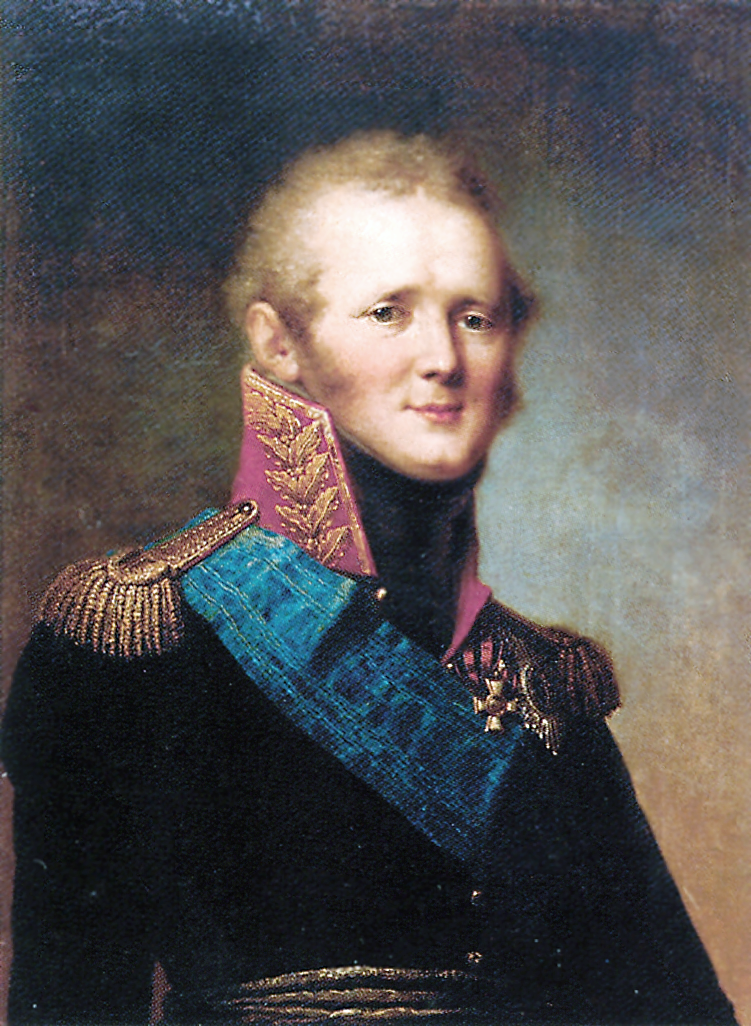
Alexander I van Rusland
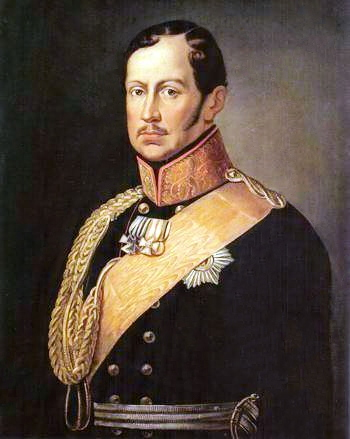
Frederik Willem III van Pruisen
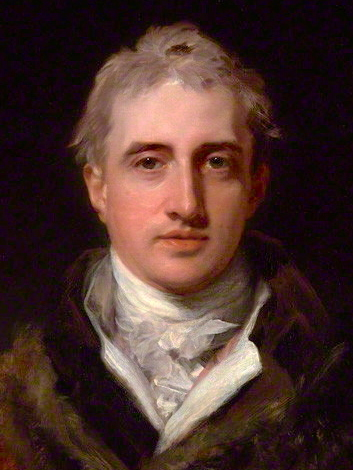
Lord Castlereagh
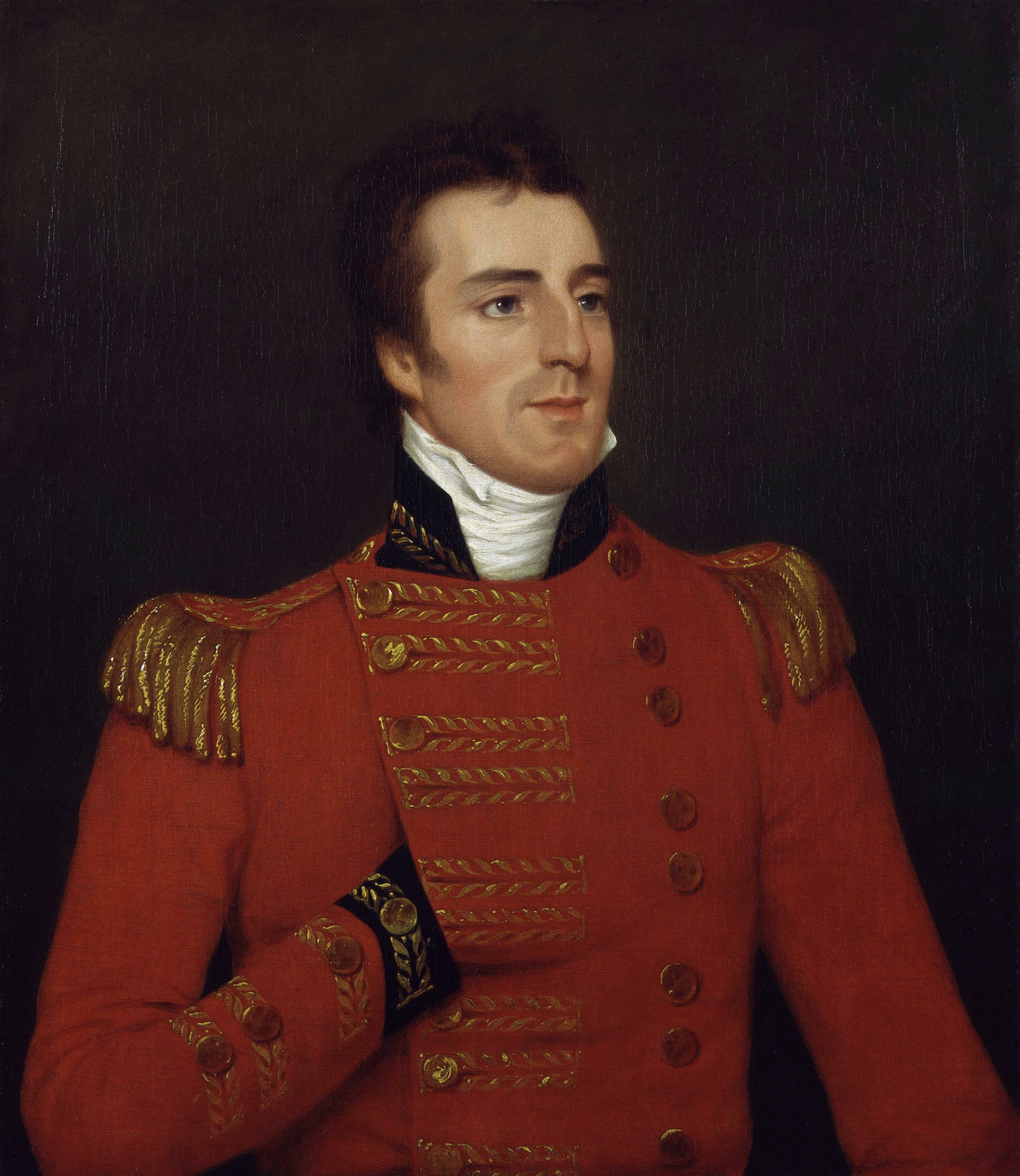
Hertog van Wellington
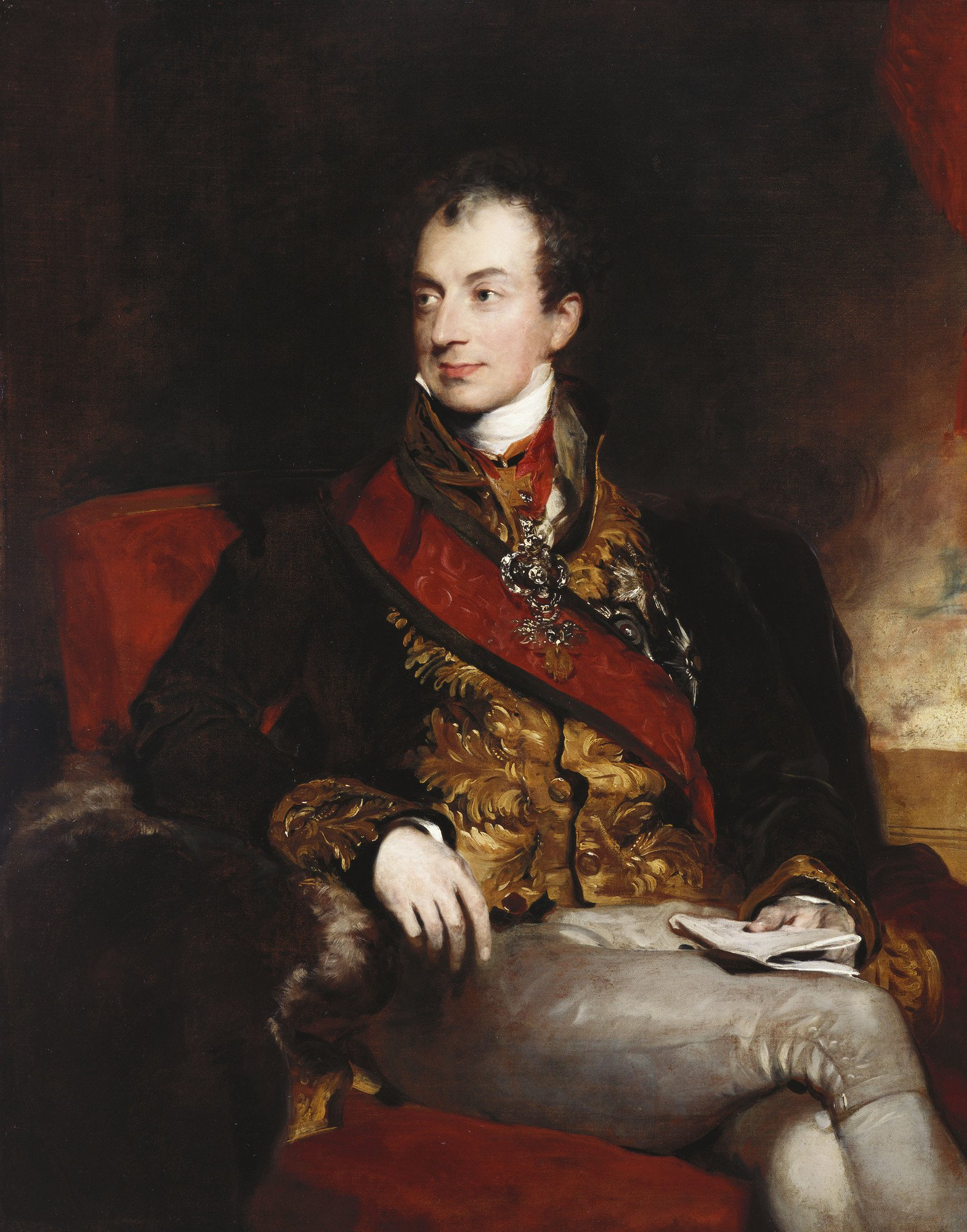
Prins Metternich
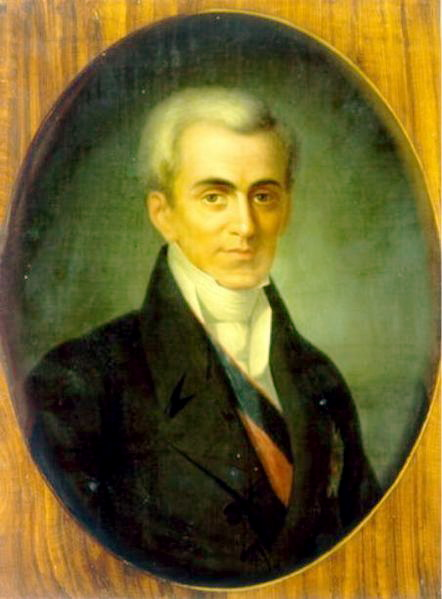
Graaf Capo d'Istria
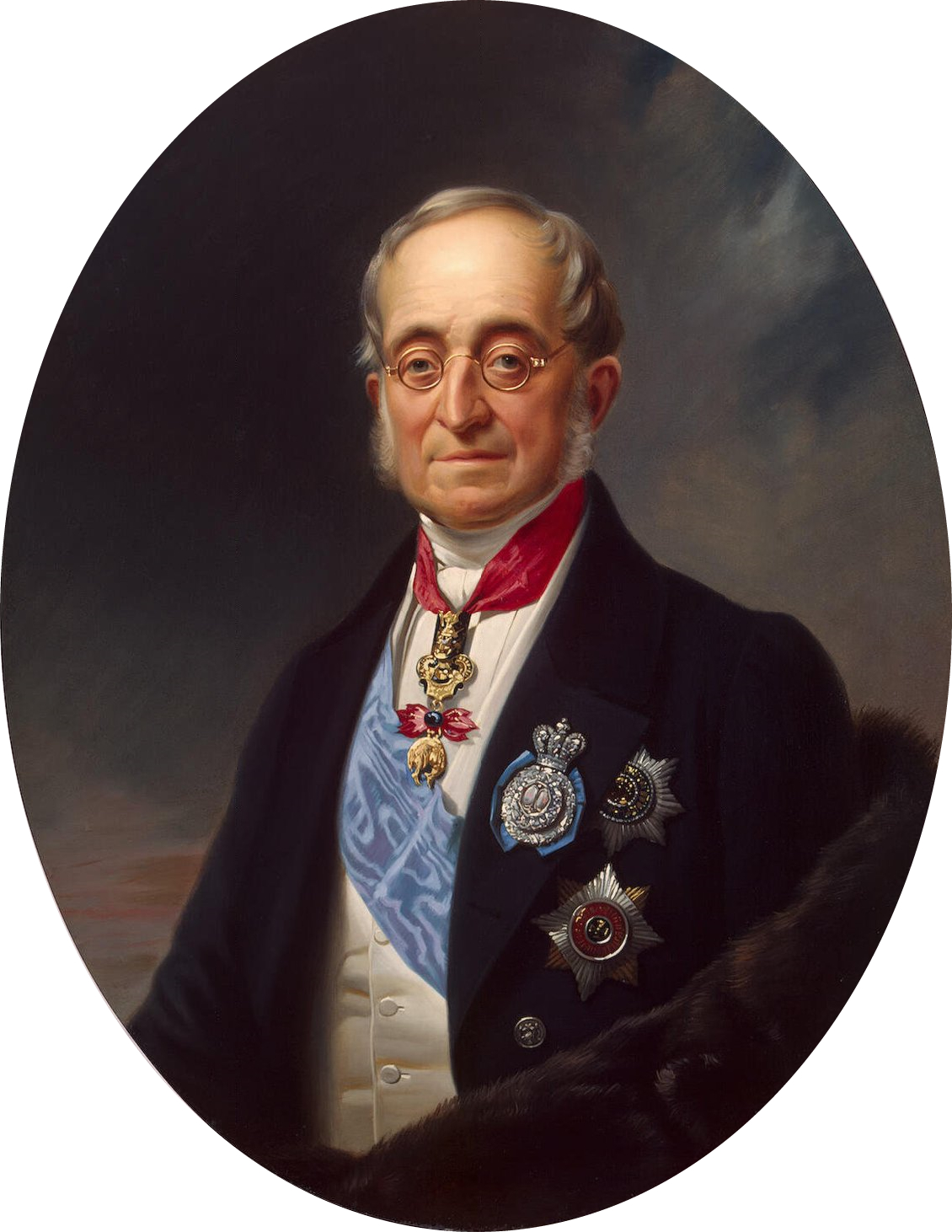
Graaf van Nesselrode
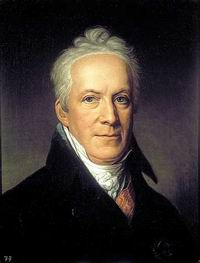
Prins Hardenberg
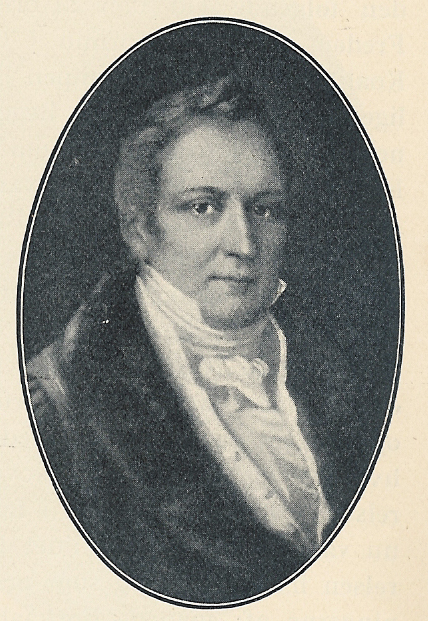
Graaf Bernstorff
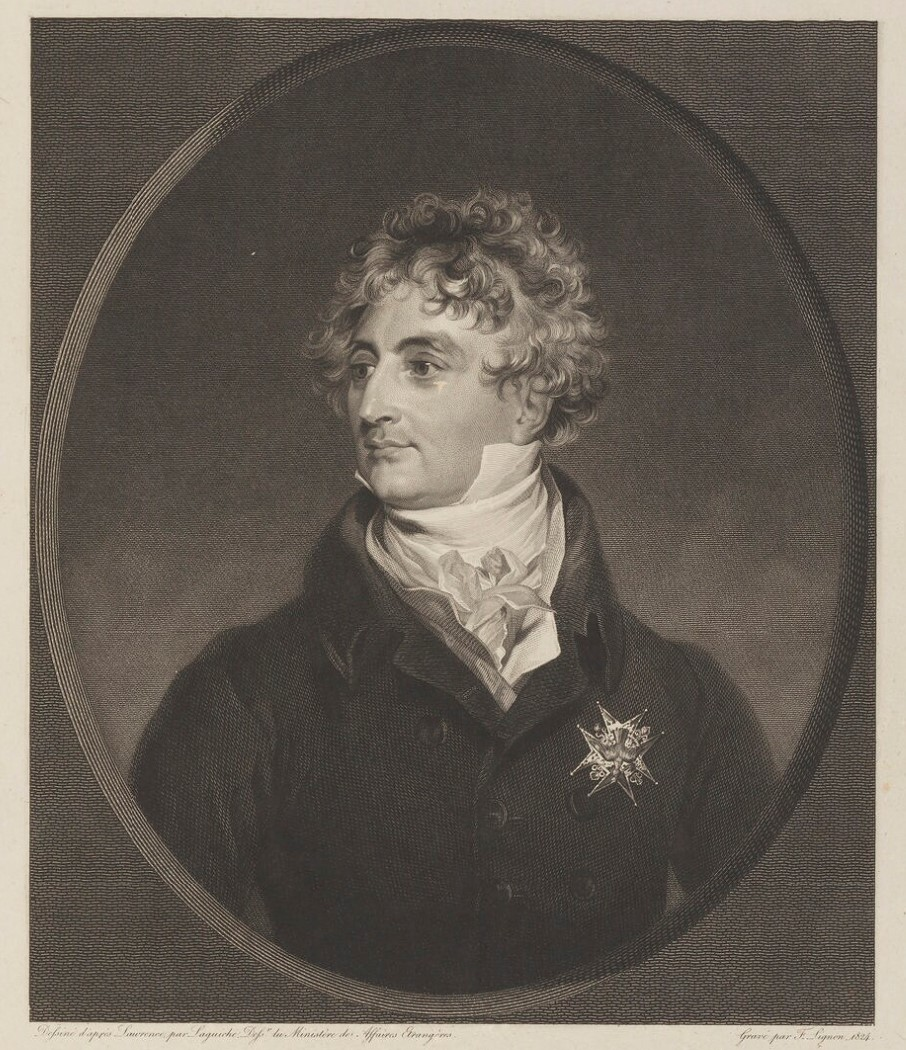
Hertog Richelieu

- Bibliothèque nationale de France: cb15111512v (data)
- Gemeinsame Normdatei: 1163627291
- Library of Congress Control Number: n85312410
- Nationale Bibliotheek van Israël: 987007378138905171
- Virtual International Authority File: 146655554